# Picornavirales
Picornavirales (pico, micro + rna + do latim: virales, relativo a vírus) é uma ordem de vírus segundo a classificação taxonômica da ICTV. Na classificação de Baltimore as famílias desta ordem pertencem a classe IV: (+)ssRNA virus. Compreende vírus RNA de cadeia simples não envelopados.